# Rivulus dapazi
Rivulus dapazi är en fiskart som beskrevs av Costa 2005. Rivulus dapazi ingår i släktet Rivulus och familjen Rivulidae. Inga underarter finns listade i Catalogue of Life.